# 高階令範
高階 令範（たかしな の よしのり）は、平安時代前期の貴族。神祇伯・高階峯緒の子。官位は従五位下・下野権守。

## 経歴
文章生・式部大丞を経て、貞観11年（869年）従五位下・弾正少弼に叙任される。翌貞観12年（870年）兵部少輔に転じ、のち次侍従・下野権守を兼ねる。貞観14年（872年）来日していた渤海大使・楊成規の許に、橘広相と共に派遣されて小宴を催し、詩賦に興じたという。

## 官歴
- 貞観2年（860年） 4月26日：文章生[2]
- 時期不詳：式部大丞
- 貞観11年（869年） 正月7日：従五位下。2月16日：弾正少弼
- 貞観12年（870年） 正月25日：兵部少輔。12月29日：次侍従
- 時期不詳：下野権守